# Kunzea sulphurea
Kunzea sulphurea är en myrtenväxtart som beskrevs av Tovey och Patrick Francis Morris. Kunzea sulphurea ingår i släktet Kunzea och familjen myrtenväxter. Inga underarter finns listade i Catalogue of Life.